# Sdílený informační/datový model
Sdílený informační/datový model (SID) je referenční datový model, který je součástí Frameworx. Datový model je v softwarovém inženýrství model, který dokumentuje a organizuje údaje určité obchodní společnosti za účelem komunikace mezi členy organizace a je používaný jako plán pro vývoj aplikací, hlavně jak se data budou ukládat a jak se k nim bude přistupovat.
SID poskytuje základní seznam termínů užívaných v telekomunikační oblasti. Klade si za cíl rozšířit informovanost o těchto termínech, tedy aby lidé, kteří pracují v různých odvětvích, společnostech nebo na opačných koncích světa, používali jednotné označení pro stejné věci a problémy. Je tedy psán běžnými slovy a jsou v něm použity definice, které jsou vysvětleny ve Frameworx.
SID je mapován v UML jazyce. UML je v softwarovém inženýrství grafický jazyk pro vizualizaci, specifikaci a navrhování k definování subjektů a vztahů mezi nimi.
Model SID byl spuštěn v roce 2000, nyní je od roku 2008 k dispozici ve verzi 8.